# الدوري التشيكوسلوفاكي 1939–40
الدوري التشيكوسلوفاكي 1939–40 هو الموسم 2 من الدوري التشيكوسلوفاكي ‏. أشرف على تنظيمه اتحاد جمهورية التشيك لكرة القدم، وكان عدد الأندية المشاركة فيه 12، وفاز فيه نادي سلوفان براتيسلافا.